# Dionisio Cabal
Dionisio Cabal Antillón (San José, 13 de agosto de 1954-20 de octubre de 2021) fue un cantautor, escritor y folklorista costarricense.

## Carrera musical
Su carrera se inicia como cantautor en 1970. En 1971 fundó el grupo Gente junto a Luis Fernando Mata (periodista) y Luis Alberto Azofeifa, con el cual difunde sus primeras composiciones a la par de un repertorio de canciones latinoamericanas y españolas de contenido social.   El grupo Gente acude a importantes actividades culturales y políticas de la época, entre ellos la toma de las tierras de Chacarita, convertidas hoy en un populoso barrio de Puntarenas. Son canciones de esa época Uno, dos…, Canción del Niño, Preguntas a mamá, Parodia de Pecos Bill, 11 de julio, y otras.
En 1973 conoció a la artista e investigadora de la cultura popular costarricense Emilia Prieto Tugores quien influenciará de manera importante su trayectoria.
En 1975, desaparecido el grupo Gente, Dionisio ganó el primer lugar como solista en el Festival de la Canción Política en Costa Rica y junto al grupo Tayacán, representa por primera vez a Costa Rica en un Festival Internacional de la Canción, celebrado en San Salvador, ocupando el segundo lugar.
En ese mismo año, representó a Costa Rica en el Festival Latinoamericano en Solidaridad con Chile, compartiendo a la par de destacadas figuras latinoamericanas. Su canción Uno, dos… fue seleccionada para el disco conmemorativo del Festival. 
También fundó el grupo Viva Voz, junto a Marisol Carballo (directora musical) y los hermanos Fernando y Juan Carlos Mena. Viva Voz difunde canciones originales de Dionisio como Juanito Soldado, De la Zona Sur yo vengo, Viva Voz,  El Emisario y otras, y a la vez materiales compilados por la folklorista Emilia Prieto. De esa experiencia importante queda un disco de larga duración titulado ¨Viva Voz¨. 
Junto a Rubén Pagura, Orlando "Macho" Gamboa y Luis Enrique Mejía Godoy, Dionisio fue miembro fundador del Movimiento de la Nueva Canción Costarricense.
En 1976 representó a Costa Rica en el Festival Internacional por la Soberanía Panameña sobre el Canal de Panamá. En la actividad está presente el desaparecido General Omar Torrijos. 
En 1977, viajó a Moscú a representar a Costa Rica en el Festival Internacional de la Canción El Clavel Rojo, clasificando entre más de 100 cantantes , de los cuales se escogen 12 para una gira por distintas ciudades de Rusia, incluyendo Moscú, Volgogrado y Leningrado, hoy San Petersburgo.
En 1978 se disuelve Viva Voz. Se vinculó con Aurelia Trejos, con quien hace un trabajo de dúo por distintas zonas del país, haciendo canción política. En julio de 1979 comienzan los ensayos con los hermanos Mena y nace el grupo Cantares, con el cual consolidará  una labor que se mantiene hasta el día de hoy promocionando la defensa de la cultura costarricense más allá de la música. Con este grupo produce 14 CD de los cuales destacan 'El canto del pueblo costarricense" (1982), "Canción para vos" (1984), "Cantares en vivo en el Teatro Melico Salazar"(1986), "La misa tica"(1991) en coautoría con Rafael Zamora Fonseca, "Bandera"( primera versión en 1993, segunda versión en 1996, "La Guerra de 1856"(1994), "Retablo de Navidad Costarricense" (1995), "Taller" (1996), "El Oratorio de Juana Pereira" (1999), "Pa'lante" (2002), y "Cantares con el ICE" (2004). 
Otras obras musicales de Dionisio Cabal (cantatas) son "Gil Tablada, el derecho a la tierra", "La Libertad", "Escasú, historia, leyenda y fe", "Humorísticos", "La Virgen del Mar", "Tiempo de tiempos, tempestad. San Francisco de Asís", "Caliche, espejo de su pueblo" (homenaje al cantautor guanacasteco Carlos Rodríguez Santana). En el año 1997 el Teatro Nacional le encarga escribir una obra conmemorativa de su Centenario, así llega a las tablas el espectáculo humorístico-musical "Solo para ticos y otros europeos" 
En 2006 sacó su primera producción como solista llamada Niñitos, Chepes y Marías(2007), con la cual ganó el premio ACAM de Compositor/autor del año 2008 música típica y/o tradicional.
Su segunda producción personal se titula Cabal(2008) y con ella ganó el premio al mejor compositor/autor del año, cantautores.
Entre 2008 y 2009 realizçó conciertos en Nicaragua y El Salvador.
En 2010, sacó su tercera producción como solista llamada Libertad y una guitarra , con la que ganó el premio al mejor compositor/autor del año, cantautores. En este año acudió al Festival Cervantino de Guanajuato (CLETA) acompañado por su nuevo proyecto musical La Cruceta (Esteban Salas, Fernando Bonilla, Carlos Mesén, Alex Sandoval, Carlos Brenes), visitando la ciudad de Uriangato y presentándose luego en el D.F. y en la UNAM. Participa como observador internacional en las elecciones de Venezuela.
En 2011 y 2012 llevó al escenario del Teatro Nacional su concierto "Poetas de España. Poetas de América", grabado en directo por Canal 15 de la U.C.R. En mayo del 2012 presentó en dicho teatro "Concierto a dos voces poéticas" junto al cantautor brasileño Leandro Maia.  Estrena "Caliche, espejo de su pueblo" e inicia la grabación de dicha obra con arreglos de Carlos Loría y destacados músicos de Santa Cruz de Guanacaste como Francisco Cubillo y Leiner Gómez.
Como productor musical, Cabal ha publicado discos de otros artistas populares como El Trío Siquiví, Tula y el alma escasuseña, Isabel Delgado, grupo Kayure, Aurelia Trejos, Blas Solano, Hugo Acuña, Florindo Naranjo Blanco, el grupo Güinama de El Salvador, Trío Los Embajadores, de Cuba, y otros más. 
Su actividad televisiva lo ubicó como productor, guionista, director y/o presentador de "Aurelia, Canción y pueblo" (1984, Canal 13); Ticos y Punto (1992-95, Canal 7), El Cancionero (2000, Canal 13) y Trovadores del quinta noche (2006, Canal 13), en radio fue creador, guionista y director de Somos Como Somos (Radio Nacional de Costa Rica); Por aquí somos así (Radio América Latina), Costa Rica primero y El cancionero Columbia (2007-2008, Radio Columbia).
Falleció el 20 de octubre de 2021 por complicaciones relacionadas al COVID-19.

## Publicaciones
Fue escritor y con el sello Más Cultura Producciones publicó los libros "Refranero de uso costarricense" (2010), "Aguizotes: raíces mágicas de Costarrica" (2011)
 y "¡BOMBA! La copla costarricense" (2012), todos ellos integran la Colección Emilia Prieto En la Colección La Cruceta escribió y publicó la obra de teatro "El vuelo a la libertad" (2011) y publicó "Cantar de Gesta de Juanito Mora" de Antidio Cabal. Obtuvo el Premio Embajada de España de narrativa infantil 2011 (3ª edición), que otorga la Editorial Alfaguara con el relato "¿Qué tiene el rey en la panza?", la primera obra literaria infantil del autor.